# Anna Pinnock
Anna Pinnock (geb. vor 1994) ist eine britische Szenenbildnerin, die bislang fünfmal für einen Oscar nominiert wurde und den Preis 2015 erstmals gewann.

## Karriere
Die Schwester des Dirigenten Trevor Pinnock arbeitete 1994 das erste Mal als Szenenbildnerin für die britische Filmkomödie Vier Hochzeiten und ein Todesfall. Ihre erste Oscar-Nominierung, gemeinsam mit Stephen Altman, erhielt sie bei der Oscarverleihung 2002 für Gosford Park in der Kategorie Bestes Szenenbild. Bei der Oscarverleihung 2008 wurde sie ein weiteres Mal, diesmal mit Dennis Gassner für den Film Der goldene Kompass, in derselben Kategorie nominiert. Ihre dritte Nominierung für das Beste Szenenbild bei den Oscars erhielt sie im Jahr 2013 mit David Gropman für ihre Arbeit bei dem Abenteuer-Drama Life of Pi: Schiffbruch mit Tiger, der 2012 in die Kinos kam. Life of Pi erhielt insgesamt elf Nominierungen. Im selben Jahr arbeitete sie zudem als Szenenbildnerin für den britischen Agententhriller James Bond 007: Skyfall, der bei der Oscarverleihung fünfmal nominiert wurde. 2015 gewann sie, gemeinsam mit Adam Stockhausen, für ihre Arbeit in Grand Budapest Hotel einen Oscar in der Kategorie Bestes Szenenbild. Im selben Jahr erhielt sie zusammen mit Dennis Gassner noch eine weitere Oscar-Nominierung in derselben Kategorie, und zwar für Into the Woods. 2017 folgte eine weitere Oscar-Nominierung für ihre Arbeit an dem Film Phantastische Tierwesen und wo sie zu finden sind (2016).

## Filmografie
- 1994: Vier Hochzeiten und ein Todesfall (Four Weddings and a Funeral)
- 1996: Sturm in den Weiden (The Wind in the Willows)
- 1997: Das fünfte Element (Le Cinquième Élément)
- 1998: Lost in Space
- 1999: Verlockende Falle
- 1999: Alien Love Triangle (Kurzfilm)
- 2000: Lebenszeichen – Proof of Life (Proof of Life)
- 2000: Die goldene Schale (The Golden Bowl)
- 2000: The Beach
- 2001: Gosford Park
- 2003: The Reckoning
- 2004: Troja
- 2004: Van Helsing
- 2005: Casanova
- 2005: Sahara – Abenteuer in der Wüste (Sahara)
- 2006: Breaking and Entering – Einbruch & Diebstahl (Breaking and Entering)
- 2007: Der goldene Kompass (The Golden Compass)
- 2008: James Bond 007: Ein Quantum Trost (Quantum of Solace)
- 2010: The Tourist
- 2010: Kampf der Titanen (Clash of the Titans)
- 2012: James Bond 007: Skyfall (Skyfall)
- 2012: Life of Pi: Schiffbruch mit Tiger (Life of Pi)
- 2014: Grand Budapest Hotel (The Grand Budapest Hotel)
- 2014: Into the Woods
- 2016: Phantastische Tierwesen und wo sie zu finden sind (Fantastic Beasts and Where to Find Them)
- 2018: Ready Player One

## Auszeichnungen
- 2015: Grand Budapest Hotel (Academy Award)